# Championnat de Pologne de football 1985-1986
Navigation
Édition précédente Édition suivante
La saison 1985-1986 du championnat de Pologne est la cinquante-huitième saison de l'histoire de la compétition. Cette édition a été remportée par le Górnik Zabrze devant le Legia Varsovie, pour la deuxième fois consécutive.

## Les clubs participants
| Club               | Ville     |
| ------------------ | --------- |
| Bałtyk Gdynia      | Gdynia    |
| GKS Katowice       | Katowice  |
| Górnik Wałbrzych   | Wałbrzych |
| Górnik Zabrze      | Zabrze    |
| Lech Poznań        | Poznań    |
| Lechia Gdańsk      | Gdańsk    |
| Legia Varsovie     | Varsovie  |
| LKS Łódź           | Lódź      |
| Motor Lublin       | Lublin    |
| Pogoń Szczecin     | Szczecin  |
| Ruch Chorzów       | Chorzów   |
| Sląsk Wrocław      | Wrocław   |
| Stal Mielec        | Mielec    |
| Widzew Łódź        | Lódź      |
| Zagłębie Lubin     | Lubin     |
| Zagłębie Sosnowiec | Sosnowiec |

## Compétition

### Classement
| Rang | Équipe             | Pts | J  | G  | N  | P  | Bp | Bc | Diff |
| ---- | ------------------ | --- | -- | -- | -- | -- | -- | -- | ---- |
| 1    | Górnik Zabrze (T)  | 46  | 30 | 21 | 4  | 5  | 70 | 17 | +53  |
| 2    | Legia Varsovie     | 42  | 30 | 17 | 8  | 5  | 55 | 29 | +26  |
| 3    | Widzew Łódź        | 41  | 30 | 15 | 11 | 4  | 40 | 25 | +15  |
| 4    | Lech Poznań        | 36  | 30 | 12 | 12 | 6  | 36 | 29 | +7   |
| 5    | GKS Katowice (C)   | 31  | 30 | 10 | 11 | 9  | 46 | 45 | +1   |
| 6    | Górnik Wałbrzych   | 30  | 30 | 10 | 10 | 10 | 41 | 50 | -9   |
| 7    | Śląsk Wrocław      | 29  | 30 | 9  | 11 | 10 | 39 | 35 | +4   |
| 8    | ŁKS Łódź           | 28  | 30 | 8  | 12 | 10 | 36 | 36 | 0    |
| 9    | Ruch Chorzów       | 28  | 30 | 12 | 4  | 14 | 35 | 39 | -4   |
| 10   | Pogoń Szczecin     | 27  | 30 | 8  | 11 | 11 | 44 | 44 | 0    |
| 11   | Stal Mielec        | 25  | 30 | 10 | 5  | 15 | 25 | 32 | -7   |
| 12   | Zagłębie Lubin (P) | 25  | 30 | 8  | 9  | 13 | 22 | 32 | -10  |
| 13   | Motor Lublin       | 25  | 30 | 6  | 13 | 11 | 33 | 47 | -14  |
| 14   | Lechia Gdańsk      | 24  | 30 | 7  | 10 | 13 | 23 | 35 | -12  |
| 15   | Bałtyk Gdynia      | 23  | 30 | 7  | 9  | 14 | 28 | 47 | -19  |
| 16   | Zagłębie Sosnowiec | 20  | 30 | 6  | 8  | 16 | 24 | 54 | -30  |

| Légende | Légende                                                                                      |
| ------- | -------------------------------------------------------------------------------------------- |
|         | Coupe des clubs champions européens 1986-1987 (1er tour)                                     |
|         | Coupe d'Europe des vainqueurs de coupe 1986-1987 (1er tour)                                  |
|         | Coupe UEFA 1986-1987 (1er tour)                                                              |
|         | Relégué en II Liga                                                                           |
|         | (T) : Tenant du titre 1984-1985 (C) : Vainqueur de la Coupe de Pologne 1985-1986 (P) : Promu |

## Bilan de la saison
| Tableau d'Honneur |               |
| Compétition       | Vainqueur     |
| I Liga            | Górnik Zabrze |
| Coupe de Pologne  | GKS Katowice  |

| Promotions et relégations |                                  |
| Relégués en II Liga       | Bałtyk Gdynia Zagłębie Sosnowiec |
| Promus de II Liga         | Olimpia Poznań Polonia Bytom     |

| Qualifications européennes 1986-1987   |                            |
| Coupe des clubs champions européens    | Qualifié                   |
| 1er tour                               | Górnik Zabrze              |
| Coupe d'Europe des vainqueurs de coupe | Qualifié                   |
| 1er tour                               | GKS Katowice               |
| Coupe UEFA                             | Qualifiés                  |
| 1er tour                               | Legia Varsovie Widzew Łódź |

## Meilleurs buteurs
| # | Joueur              | Équipe           | Buts |
| - | ------------------- | ---------------- | ---- |
| 1 | Andrzej Zgutczyński | Górnik Zabrze    | 20   |
| 2 | Jan Furtok          | GKS Katowice     | 17   |
|   | Leszek Kosowski     | Górnik Wałbrzych | 17   |